# Ball de saló

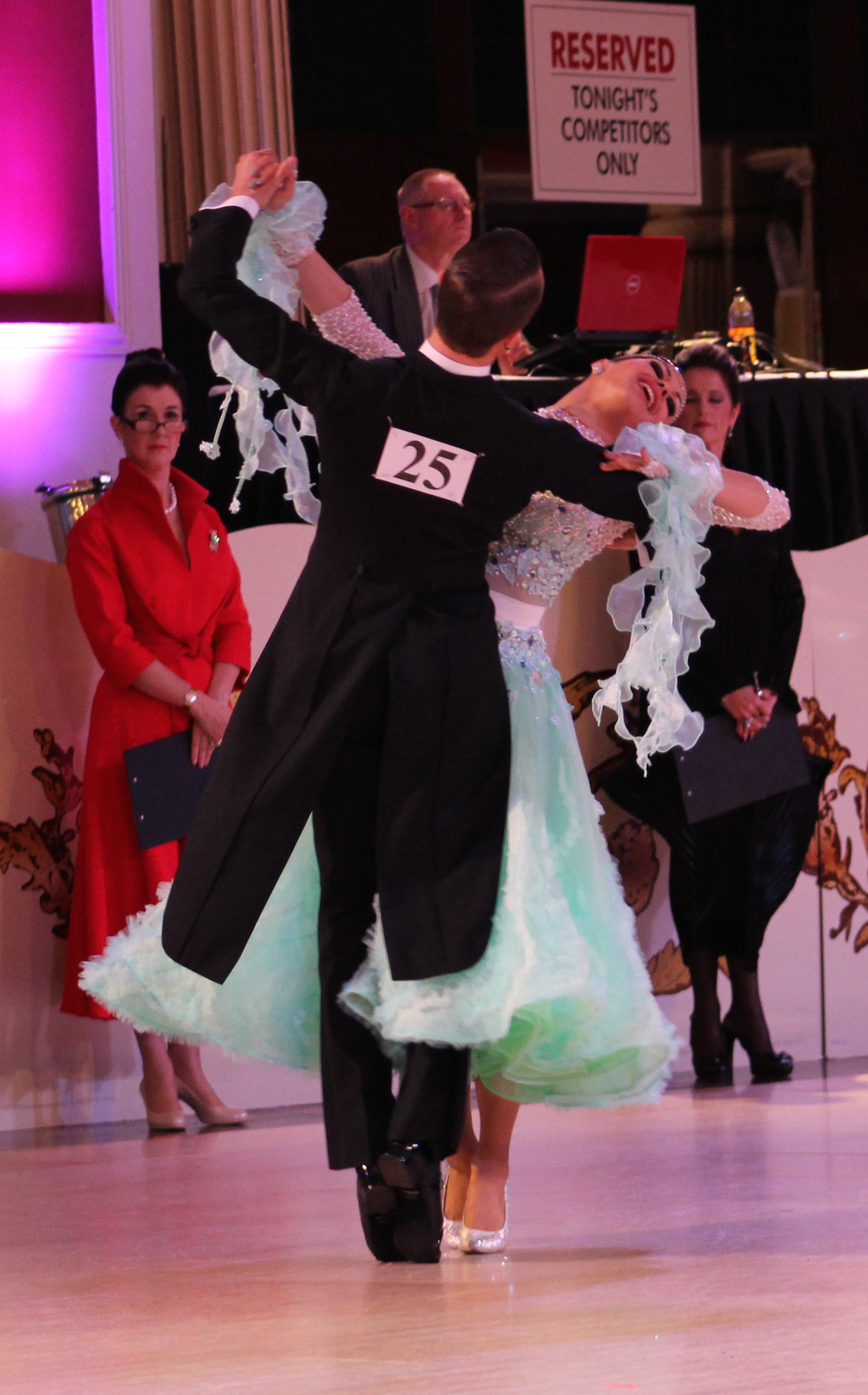
WDC World Youth (Under 21) Champions 2013, Michael Foskett & Nika Vlasenko

Els balls de saló són un conjunt de balls diferents que es ballen en parella, de manera coordinada i seguint el ritme de la música, que en principi sol ser d'orquestra. Al seu origen eren balls populars lúdics sense cap coreografia preestablerta i que s'aprenien als balls mateixos, de la mateixa manera que ara, per exemple, hom aprèn a ballar a les discoteques. Actualment s'aprenen sobretot en acadèmies i hi ha competicions de balls de saló que s'organitzen com les esportives, amb federacions nacionals i internacionals.
Cada ball de saló té una música, un origen i una història pròpies però se sol diferenciar entre els balls de saló "estàndard" o "europeus" (quickstep, fox lent o foxtrot, tango, vals anglès i vals vienès) i els anomenats "llatins" o "americans" (samba, txatxatxà, rumba bolero, pasdoble, jive i rock and roll). Altres balls de saló són la conga, cúmbia, lindy-hop, mambo, merengue, polca, salsa, swing, etc.

## Història

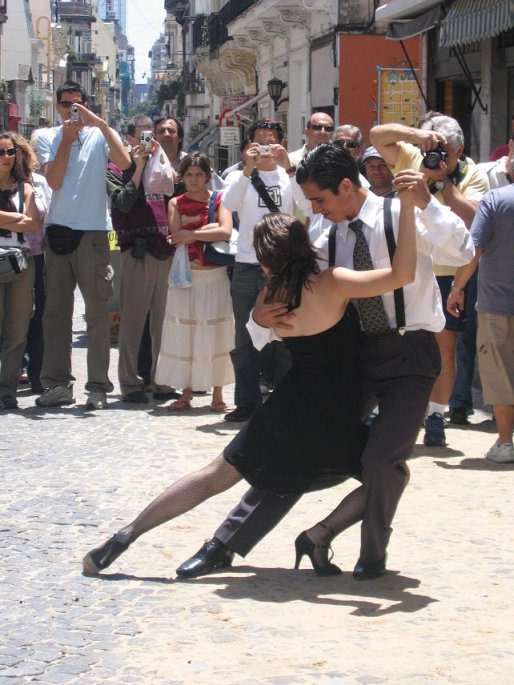
Una parella ballant tango argentí.

A la França del segle xiv es diferenciaven dos tipus de danses: la dansa teatral que tenia la finalitat de divertir al nobles de la cort amb divertides representacions dramàtiques i la dansa en societat o de saló, de la qual deriven els actuals balls de saló. No fou, però fins al segle xvii quan Charles Louis Beauchamp, director de la Reial Acadèmia de la Dansa de França el 1661 i Superintendent de la Reial Acadèmia de la Música el 1669 a l'època de Lluís XIV de França, va dictar oficialment i per primera vegada algunes normes per oficialitzar la dansa en societat o de saló, concretament certes posicions bàsiques dels peus.
Al segle xix, els balls en societat basaven la seva estructura de dansa en cinc posicions, però al segle xx anirien sorgint altres sons com el "ragtime", d'origen afroamericà, i amb aquests, altres tipus de balls com el grizzly, el bear, el turkeytrot, el shimmy, el black botton o el xarleston que no tenien res a veure amb la normativa existent per als balls en societat. Per això, entre el 1920 i el 1930, un grup de professionals anglesos varen crear una nova normativa pels balls en societat als que denominarien "Balls Moderns" (cal no confondre-ho amb la dansa moderna) o estàndards on trobaríem el vals anglès, el vals vienès, el foxtrot, el quickstep i el tango.
El reglament dels balls llatins, que també formen part dels balls de saló, no es donà fins a la dècada dels anys 30 al segle xx, quan un ritme afrocubà traspassà les seves fronteres d'origen amb el nom de rumba (cal no confondre-la amb la rumba catalana). Fou gràcies a la passió per la música i el ball llatí que despertà en la gent la rumba que, entre el 1940 i el 1950, la samba, el jive, el txa-txa-txa i el pasdoble van passar a conformar la modalitat llatina dels ja coneguts balls de saló.
Les competicions de balls de saló han donat lloc a actituds més histriòniques, acrobàcies i altres figures, a més del fet que els balls estiguin prèviament coreografiats, encara que no es conegui la música que sonarà al concurs, a la qual llavors els ballarins s'han d'adaptar una mica. No molt, perquè el ritme sempre és el mateix en totes les cançons d'un mateix ball de saló.

## Competicions

Pictograma del ball de saló esportiu

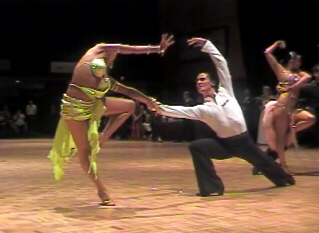
Modalitat esportiva de la rumba en una competició de 2005

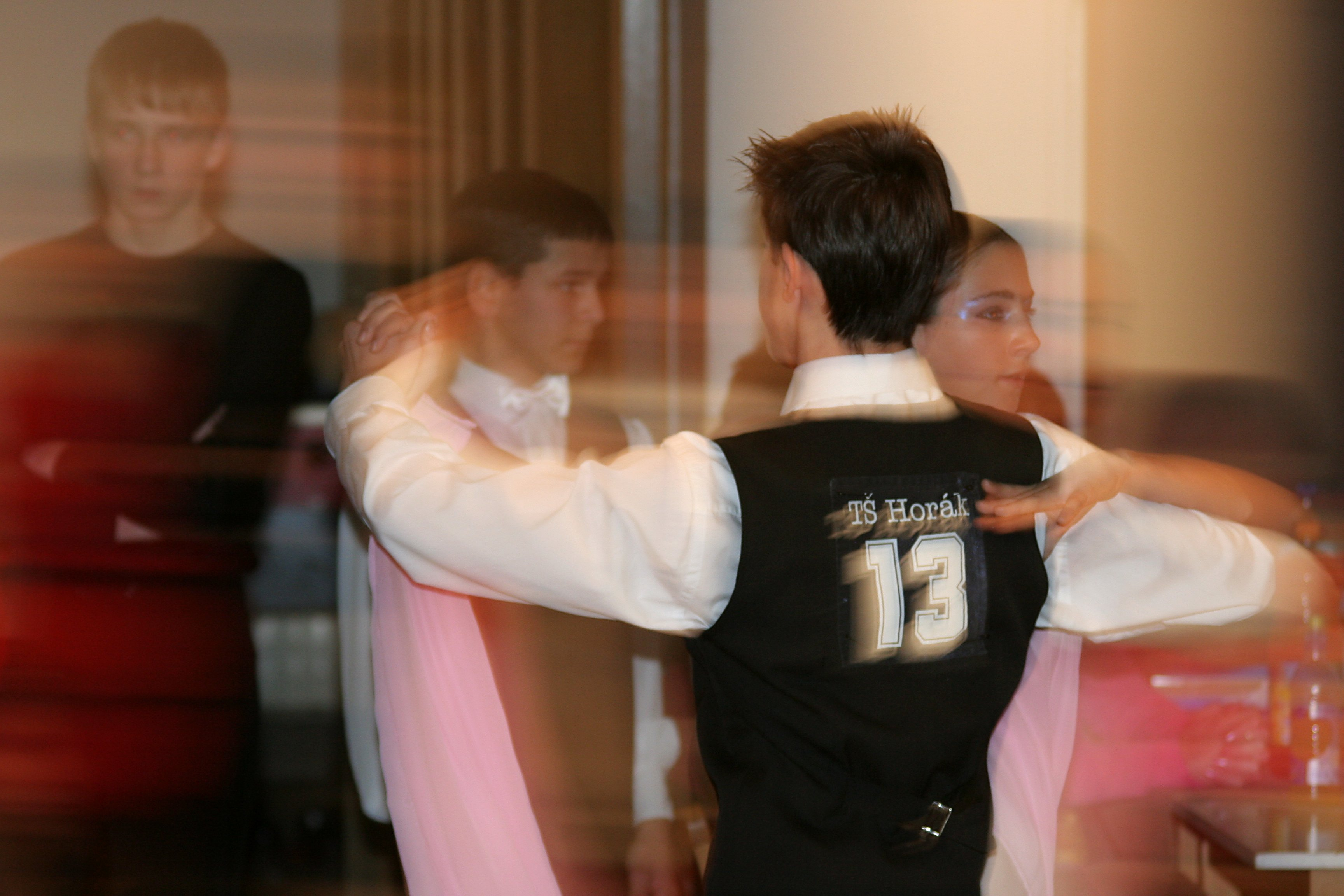
Competició infantil

Alguns dels balls de saló s'utilitzen per a fer concursos i competicions, se solen anomenar balls de competició. Les competicions consten de coreografies tancades, que cada parella crea i treballa pel seu compte, que fan les parelles participants alhora i sobre una mateixa música, que a priori desconeixen. Aquestes competicions són properes a les esportives, i molt particularment a les que inclouen coreografies, com ara el patinatge artístic, la gimnàstica rítmica i la natació sincronitzada, i de fet algunes persones l'anomenen ball esportiu. De fet, el Comitè Olímpic Internacional reconeix com a esport les competicions de ball de saló i la Federació Internacional de Balls de Saló, IDSF per les inicials en anglès, com a entitat representant d'aquesta activitat si en un futur participa en els Jocs Olímpics com a esport oficial, cosa que encara no és el cas. En canvi, els ballarins no consideren que es tracti de dansa, com ho seria un espectacle de dansa clàssica, contemporània, modern-jazz o teatre musical, per exemple, sinó d'un exercici gimnàstic; ni tan sols comparable al tango (sovint anomenat tango argentí, per a diferenciar-lo de l'esportiu) que es balla a les milongues o a les trobades de lindy-hop, més oberts i als quals el ball és natural, espontani i improvisat.
Les competicions de balls de saló però són també un espectacle, com tota competició esportiva, molt popular a Catalunya, on també el nivell de participació, tant infantil com d'adults, és força important. La dansa esportiva té origen anglosaxó i consta d'unes figures determinades i uns elements que donen o treuen punts, a més d'unes normes particulars i específiques per a diferents categories. Actualment hi ha deu balls de saló considerats de competició, que es divideixen en dues categories de cinc balls cadascuna. La categoria estàndards compren "estàndard" el quickstep, el fox lent o foxtrot, el tango, el vals anglès i el vals vienès mentre que la categoria de balls llatins consta de la samba, el txatxatxà, la rumba, el pasdoble i el jive. Una de les diferències principals entre les regles d'ambdues categories és que als balls estàndard està prohibit afegir figures diferents de les codificades, mentre que als llatins no només no està prohibit sinó que pot afegir punts.
Als balls de saló de competició, els participants són jutjats per un grup de jutges, cadascun dels quals puntua cada parella a cada ball amb una puntuació que típicament va entre 1 i 6. La parella guanyadora és la que obté la màxima puntuació total. De vegades, el nombre de parelles va disminuint (les de menor puntuació van quedant desqualificades) en diverses rondes. Els criteris dels jutges no poden ser totalment imparcials, ja que el fet que els agradi no pot deixar d'estar afectat per la mateixa cultura, estil i gustos personals però hi ha criteris molt definits que inclouen la tècnica dels passos, el ritme, l'alineació del cos i la forma, la postura, l'espai i la manera d'agafar la parella, l'aplom, la presentació (que inclou vestits, maquillatge i pentinat), l'expressió corporal i facial, l'estil, la musicalitat i l'ús del terra.

## Balls de saló de medalles
Els balls de saló de medalles són els balls de saló apressos de manera que segueixin les directrius de la Federació Internacional de Balls de Saló (IDSF) per als balls de saló de competició. L'aprenentatge es fa enfocat al seu criteri de judici objectiu d'acord amb les normes que defineixen els passos i figures, que estan estipulades i definides i s'han de passar uns exàmens per a obtenir els diferents nivells estandarditzats per la federació. Així, el nivell més fàcil és de Bronze, que cal aconseguir per, més tard, millorant la tècnica, estil i ritme, aconseguir el de Plata, posteriorment el d'Or i finalment el d'Or amb Estrella. Les categories són les mateixes que per als balls de competició, i amb els mateixos balls cadascuna, amb la diferència que no cal anar a concursos ni competir amb altres per assolir cada nivell. És possible continuar després els estudis i pràctica fins a formar-se en l'ofici de professor de balls de saló.

## Divertiment

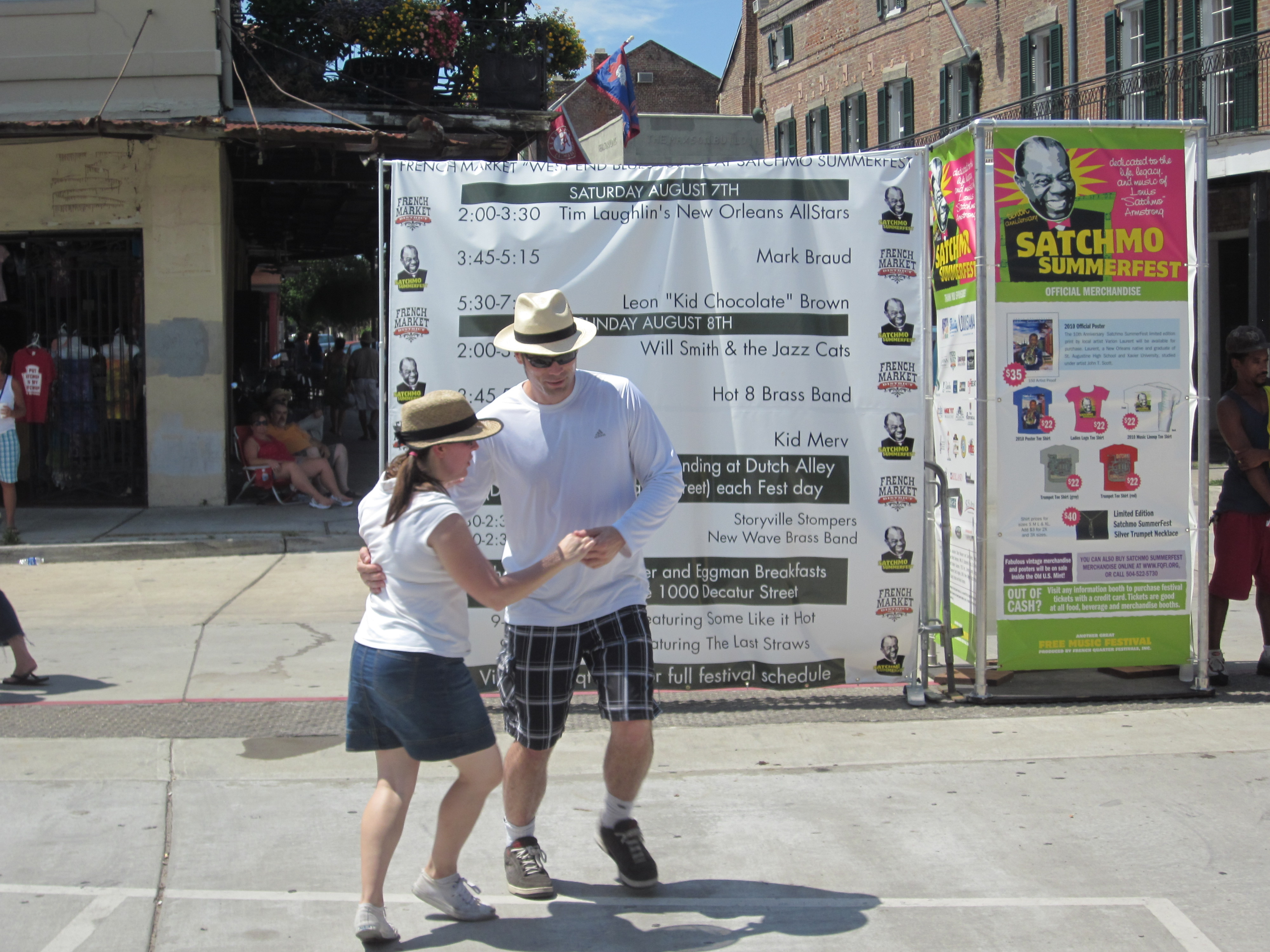
Una parella ballant al carrer

Alguns balls de saló han nascut com a balls populars que es ballaven per a divertir-se i com a entreteniment, de la mateixa manera que ara es ballen altres modalitats a les discoteques i clubs. Altres eren, a més, balls socials. Actualment alguns balls de saló es ballen encara a celebracions de casaments, festes majors, etc. A més, la seva pràctica com a manera de fer exercici físic divertint-se, com a activitat social o simplement pel plaer de ballar es dona en persones de totes les edats.
La majoria d'ells es poden aprendre en unes poques hores de classe, en acadèmies de ball, en alguns gimnasos o amb una persona que l'ensenyi durant, per exemple, un envelat amb orquestra o a casa. Alguns exigeixen més o menys habilitat que d'altres, n'hi ha de més tranquils i d'altres que posen a prova la resistència física i cardíaca, etc. També cal tenir en compte la música, un ball sempre agrada més quan la música també agrada.

## Influència a la cultura
Els balls de saló en general, i sobretot alguns d'ells en particular, han inspirat altres expressions artístiques com la pintura, la fotografia, la moda, la literatura, el teatre i el cinema. A més, alguns d'ells es consideren símbols del seu país d'origen, com per exemple el tango a l'Argentina o la samba al Brasil. Els concursos de balls de saló televisats tenen una audiència considerable a TV3.

### Pel·lícules basades en balls de saló
Algunes de les pel·lícules al cinema on algun ball de saló n'és l'eix principal, o almenys un element important, són:
- 1983: El ball d'Ettore Scola
- 1987: Dirty Dancing, d'Emile Ardolino, amb Patrick Swayze i Jennifer Grey
- 1992: Ballroom Dancing de Baz Luhrmann
- 1998: Tango de Carlos Saura
- 2002: Assassination tango de Robert Duvall
- 2004: Dirty Dancing: Havana Nights (Dirty Dancing 2), de Guy Ferland
- 2004: Shall We Dance? de Peter Chelsom, amb Richard Gere i Jennifer Lopez
- 2005: Je ne suis pas là pour être aimé, de Stéphane Brizé
- 2006: Dance with me, de Liz Friedlander, amb Antonio Banderas